# Гейккі Суолагті
Гейккі Суолагті (фін. Heikki Theodor Suolahti; нар. 2 лютого 1920, Гельсінкі — пом. 27 грудня 1936, Гельсінкі) — фінський композитор. 

## Життєпис
Народився 2 лютого 1920 року в Гельсінкі в сім'ї скрипальки і лікаря, що займався медичним обслуговуванням персоналу Фінської національної опери. Вивчав композицію, музичний аналіз і оркестрову справу з дев'ятирічного віку під керівництвом Арво Лайтінена. У підлітковому віці керував оркестром юних музикантів, що грали на театральних виставах. Захоплювався музикою Ріхарда Вагнера, в 1935 році побував у Байройті, де того року не проводився Байройтський фестиваль, і отримав від батьків обіцянку відвідати фестиваль двома роками пізніше в подарунок до закінчення школи. Помер 27 грудня 1936 року за півроку до закінчення школи від апендициту. 

## Творча спадщина
Твори Суолагті потрапили до фокусу професійної і суспільної уваги після його смерті: на його похоронах 2 січня 1937 року прозвучали написаний ним «Agnus Dei» і частина зі струнного квартету. Через рік на меморіальному концерті оркестром під керівництвом Таун Ганнікайнена була виконана «Маленька симфонія» (італ. Sinfonia piccola) і три оркестрованих диригентом пісні. До цього ж часу відноситься лист Яна Сібеліуса матері композитора, в якому класик фінської музики говорив про те, що Фінляндія втратила одного з найобдарованіших музикантів. 
Основні твори Суолагті, написані в 1934—1936, — «Маленька симфонія», концерт для скрипки з оркестром, струнний квартет соль мінор, фантазія для скрипки і фортепіано, «Agnus Dei», «Замок ярла Біргера» для мецо-сопрано з оркестром, пісні. Незакінченими залишилися фортепіанний концерт, дві симфонічні поеми, опера на сюжет про Варфоломіївську ніч. Вагнерівський вплив відчутний у всіх цих пізньоромантичних творах. 
Маленька симфонія Суолагті була тричі записана різними оркестрами — в тому числі диригентом Тором Джонсоном, під редакцією якого вийшло також її перевидання. 